# 대전부 (선거구)
대전부는 대한민국의 옛 국회의원 선거구이다. 당시 충청남도 대전부 지역을 관할했다.

## 역사
제헌 국회의원 선거를 앞두고 대전부 전 지역을 관할하는 선거구로 신설되었다.
1949년 대전부의 명칭이 대전시로 변경되었다. 이에 제2대 국회의원 선거를 앞두고 대전시로 선거구 명칭이 변경되었다.

## 역대 국회의원
| 선거   | 정당 | 정당               | 의원   |
| ------ | ---- | ------------------ | ------ |
| 1948년 |      | 대한독립촉성국민회 | 성낙서 |

## 역대 선거 결과

### 대한민국 제헌 국회의원 선거
|  | 44.42% |

|  | 21.17% |

|  | 17.27% |

|  | 17.11% |